# Carregal
Carregal es una freguesia portuguesa del concelho de Sernancelhe, con 19,73 km² de superficie y 510 habitantes (2001). Su densidad de población es de 25,8 hab/km².